# ハンナ・クラル
ハンナ・クラル (Hanna Krall、1935年5月20日 - ) は、ポーランド在住のポーランド・ユダヤ系の女性作家、ホロコースト生還者である。
その作品には、Hipnozaやto ty jestes Danielなどがある。英語に翻訳された彼女の最も知られている作品は、The SubtenantとTo Outwit Godである。両作品は、通常1巻に収録されている。The Subtenantは、第二次世界大戦中隠れ続けた子ども時代の経験とその後、それを引きずってきたものを語っており、To Outwit Godは、マレク・エーデルマンへのインタビュー記録で、ワルシャワ・ゲットー蜂起と連帯の運動について語られているものである。